# Неделево
Неделево е село в Южна България. То се намира в община Съединение, област Пловдив.

## География
Неделево се намира на кръстопът между селата Любен, Церетелево и Голям Чардак. Отстои на 25 км от град Пловдив.

## История
До август 1934 година селото носи името Насва кьой или Насва. През XVII век е известно и като Насух Факъх. На 14 август 1934 година е пременувано на Свети Наум, а от юли 1951 година е Неделево.
В 1675 година село Насух Факъх принадлежи към вакъфа на Михримах, починала щерка на султан Сюлейман I. По това време жителите на селото водят съдебни дела с тези на съседното село Кара Мустафалар (дн. Любен), които са обвинени, че са присвоили 500 дьонюма (около 500 декара) пасища на Насух Факъх.

## Религии
Православие

## Културни и природни забележителности
През 1930 г. е създадено Народно читалище „Отец Паисий-1930“, което разполага с читалищна библиотека.

## Личности
- Иван Босев (р.1924), български политически офицер, генерал-лейтенант

- Кметство Неделево
- Народно читалище „Отец Паисий“
- Училището/детска градина
- Главната улица на Неделево